# Apocerea sobria
Apocerea sobria är en fjärilsart som beskrevs av William Schaus 1905. Apocerea sobria ingår i släktet Apocerea och familjen björnspinnare. Inga underarter finns listade i Catalogue of Life.